# Thymalus brunnea
Thymalus brunnea is een keversoort uit de familie schorsknaagkevers (Trogossitidae). De wetenschappelijke naam van de soort werd in 1794 gepubliceerd door Carl Peter Thunberg.